# Antirrhea

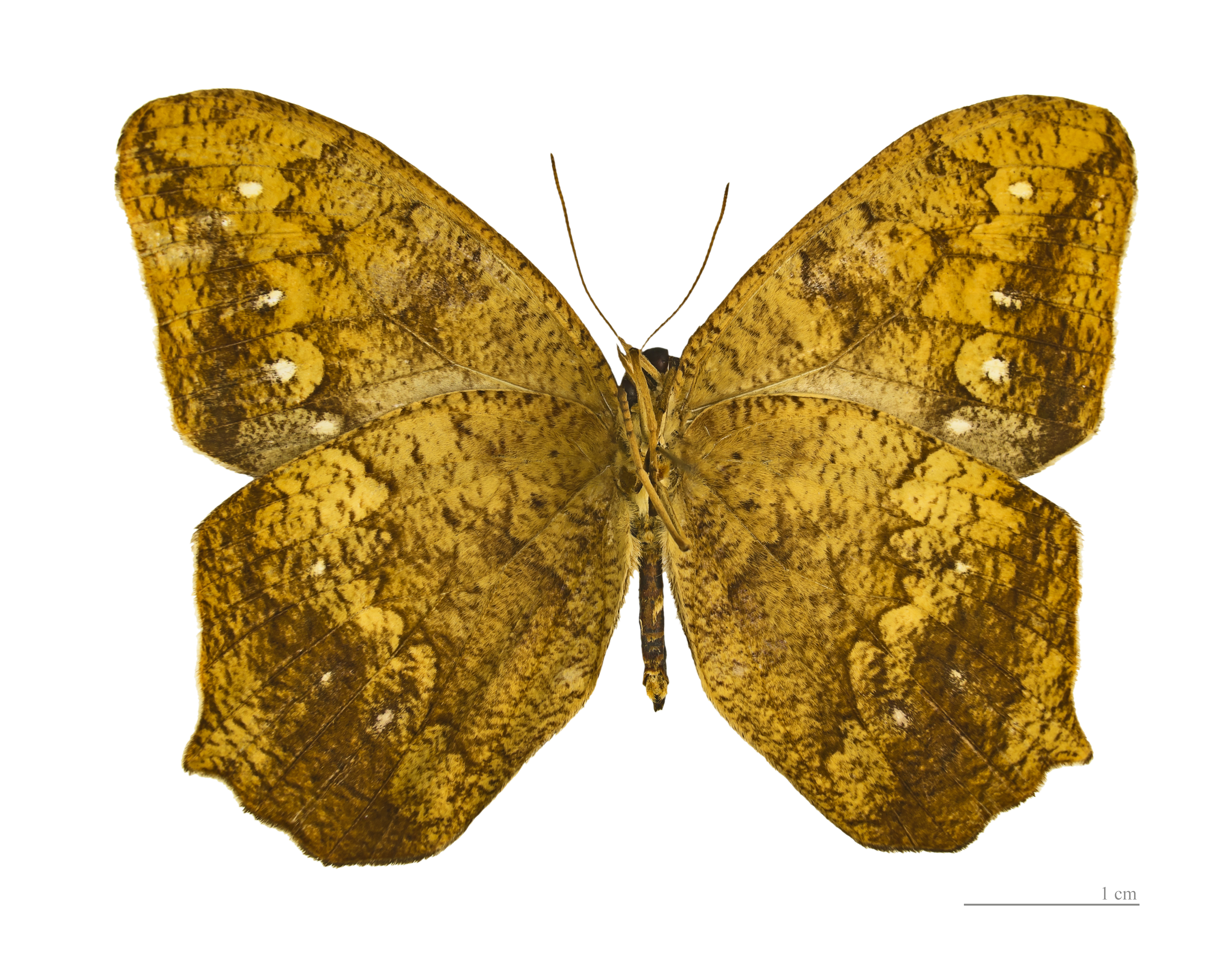
Antirrhea ornata (faz ventral).

Antirrhea es un género de lepidóptero ditrisio de la familia Nymphalidae. Sus especies habitan en regiones selváticas de Centro y Sudamérica.

## Taxonomía y características
El género Antirrhea fue descrito originalmente en el año 1822 por el entomólogo alemán Jakob Hübner. 
Junto a Caerois, este género forma la  tribu Antirrheini de la subfamilia Morphinae.
Anteriormente, ambos géneros estaban ubicados en Satyrinae, pero fueron transferidos a su subfamilia actual como consecuencia de un análisis de 92 caracteres (85 larvas, 1 huevo y 6 adultos), donde quedó demostrado que eran los parientes más cercanos del género Morpho.
Generalmente presentan una coloración de fondo que va desde el canela hasta el pardo oscuro, sobre la cual se destacan ocelos y/o marcas, que pueden ser desde muy oscuras, blancas, naranjas, celestes, etc.

## Distribución geográfica
Antirrhea se distribuye en selvas de Centro y Sudamérica, desde México por el norte hacia el sur, alcanzando, con una única especie, hasta el extremo nordeste de la Argentina, en el norte de la mesopotamia, siendo registrado en la provincia de Misiones, en un área protegida sobre el río Iguazú, la reserva privada Yacutinga, sin lograrse aún detectar en el cercano parque nacional Iguazú.

## Costumbres
Antirrhea engloba mariposas de tamaño mediano, de vuelo ondulante, generalmente recorriendo sectores umbríos y húmedos de las selvas donde habita. Se posa sobre frutos fermentados que caen al piso, o sobre excrementos. Al ser asustada se aleja de la amenaza hacia sectores densos, para luego posarse y quedar totalmente quieta, confiando en su mimetismo.

## Taxonomía
Especies

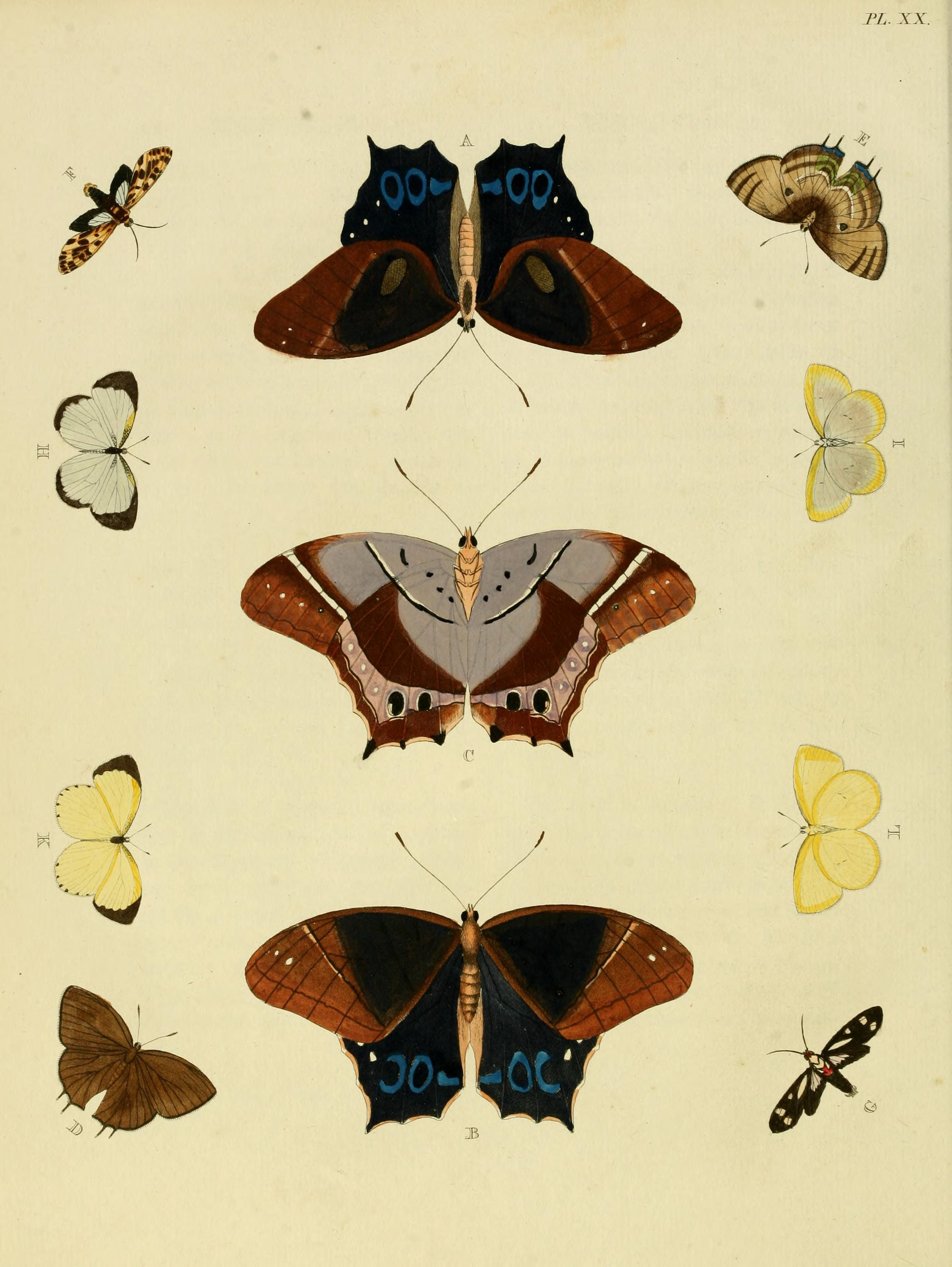
Antirrhea philoctetes (los ejemplares centrales, siendo el macho el de arriba, hembras la del medio y abajo).

Según el autor, este género se subdivide en entre 20 y 11 especies:
- Antirrhea adoptiva (Weymer, 1909)
- Antirrhea archaea Hübner, [1822]
- Antirrhea geryon C. & R. Felder, 1862
- Antirrhea hela C. & R. Felder, 1862
- Antirrhea ornata (Butler, 1870)
- Antirrhea phasiana Butler, 1870
- Antirrhea philoctetes (Linnaeus, 1758)
- Antirrhea pterocopha Salvin & Godman, 1868
- Antirrhea taygetina (Butler, 1868)
- Antirrhea undulata Hering & Hopp, 1925
- Antirrhea watkinsi Rosenberg & Talbot, 1914